# Patricia (Lied)

Perez Prado mit Patricia auf RCA Victor 7245

Patricia ist der Titel eines Musikstücks aus der Unterhaltungsmusik, das von dem kubanischen Musiker Pérez Prado komponiert wurde. Es wurde sowohl instrumental als auch vokal ab 1958 auf Schallplatte vertrieben. 

## Vereinigte Staaten
Bei der ersten Schallplattenveröffentlichung interpretierte Perez Prado seine Komposition Patricia als Instrumentalstück mit seinem Orchester selbst. Die Produktion erfolgte für die US-amerikanische Plattenfirma RCA Victor. Diese brachte eine Single mit dem Titel Patricia im Mai 1958 unter der Katalognummer 47-7245 auf den Markt. Nach einem Monat tauchte der Titel zum ersten Mal in den Top 100 des US-Musikmagazins Billbord auf und erreichte am 28. Juli die Spitzenposition. Damit geht das Musikstück in die Geschichte von Billboard ein, da es der letzte Titel war, der unter der dreigeteilten Hitliste (Bestseller, Radioeinsatz und Top 100) einen Nummer-eins-Platz erreichte. Als am 4. August 1958 die einheitliche Liste „Hot 100“ eingeführt wurde, verlor Patricia seinen Spitzenplatz an Ricky Nelsons Poor Little Fool. Insgesamt erschien Patricia 21 Wochen lang in den Top/Hot-Ranglisten. Neben dem Top-100-Erfolg konnte sich Patricia auch in den Rhythm-and-Blues-Charts auf Rang eins platzieren und erreichte bei den Countrycharts Platz 18. Die Schallplatte verkaufte sich so gut, dass sie zum Millionenseller wurde. 
Als das Instrumental mit Perez Prado auf der Welle des Erfolgs schwamm, versuchte Produzent Herman Diaz Jr. mit einer Textversion von Bob Marcos ebenfalls einen Erfolg zu erzielen. Wieder war es RCA Victor, welche die Diaz-Produktion mit dem 19-jährigen Sänger Ray Peterson auf einer Single (Kat.-Nr. 47-7303) im Juli 1958 veröffentlichte. Die Hoffnungen der Beteiligten erfüllten sich nicht, denn die Peterson-Version konnte sich beim Publikum nicht durchsetzen.

## International

Textversion mit Jörg Maria Berg auf Polydor

Auch im Ausland machte Patricia Furore. Perez Prado eroberte mit seiner Version die Hitparaden in Deutschland (1. Platz), Kanada (2.), in den Niederlanden (2.) und in Großbritannien (8.). Andere bekannte Orchester wie Edmundo Ros in Großbritannien, Franck Pourcel in Frankreich oder Bert Kaempfert in Deutschland nahmen Patricia in ihr Repertoire auf und ließen das Stück auf Platte pressen. 
Wie in den USA versuchte man auch in Deutschland, dem Publikum eine gesungene Version zu verkaufen. Den Text lieferte Hans Fritz Beckmann. Zuerst veröffentlichte die Plattenfirma Polydor im Oktober 1958 eine Produktion mit Jörg Maria Berg, die ohne große Resonanz blieb. Einen zweiten Versuch startete Electrola/Columbia mit dem bekannteren Sänger Chris Howland im Juni 1959. Diese Veröffentlichung hatte man mit dem Revuefilm Tausend Sterne leuchten gekoppelt, der einige Wochen später in die deutschen Kinos kam, und in dem Howland mit Patricia auftrat. Aber auch Howlands Plattenversion blieb ohne Erfolg. 

## Single-Diskografie
| Interpreten     | Label           | veröffentl. | Land (Version)  |
| --------------- | --------------- | ----------- | --------------- |
| Perez Prado     | RCA Victor 7245 | 05/1958     | USA (i)         |
| Ray Peterson    | RCA Victor 7303 | 07/1958     | USA (v)         |
| Francis Bay     | Philips 319459  | 07/1958     | Niederlande (i) |
| Perez Prado     | RCA 7245        | 08/1958     | Deutschland (i) |
| Bert Kämpfert   | Polydor 23792   | 08/1958     | Deutschland (i) |
| Jörg Maria Berg | Polydor 23821   | 10/1958     | Deutschland (v) |
| Franck Pourcel  | La Voix 392     | 12/1958     | Frankreich (i)  |
| Chris Howland   | Columbia 21190  | 06/1959     | Deutschland (v) |
| Edmundo Ros     | Decca 6532      | 01959       | UK (i)          |